# Minako
Minako ist ein weiblicher japanischer Vorname.

## Bekannte Namensträger
- Minako Ōba (1930–2007), japanische Schriftstellerin
- Minako Kotobuki (* 1991), japanische Synchronsprecherin und Sängerin
- Minako Seki, deutsch-japanische Tänzerin, Choreographin, Performancekünstlerin und Dozentin für zeitgenössischen Tanz